# Johnny Dixon
Johnny Dixon (ur. 10 grudnia 1923, zm. 20 stycznia 2009) – angielski piłkarz występujący na pozycji napastnika, kapitan zespołu Aston Villa F.C. W barwach tej drużyny rozegrał 430 spotkań, zdobywając 144 gole. Z Aston Villą sięgnął m.in. po puchar Anglii w 1957 roku. Zakończył karierę w kwietniu 1961, później występował jeszcze okazjonalnie w drużynie oldbojów Aston Villi.